# Maarten Janssen
Maarten Christiaan Wilhelmus Janssen (* 19. September 1962 in Breda) ist ein niederländischer Ökonom und Universitätsprofessor für Mikroökonomik an der Universität Wien. Er ist besonders bekannt für seine Arbeiten zum Suchverhalten von Konsumenten und zur Auktionstheorie.

## Leben
Janssen studierte mathematische Ökonomie und Wirtschaftsphilosophie an der Universität Groningen, wo er 1990 promovierte. Von 1997 bis 2008 war er Professor für Mikroökonomik an der Erasmus-Universität Rotterdam und von 2004 bis 2009 Direktor des Tinbergen-Instituts. Seit 2008 ist Janssen Professor für Mikroökonomik am Institut für Volkswirtschaftslehre der Universität Wien.

## Wissenschaftlicher Beitrag
Janssens Forschungsschwerpunkt ist die theoretische Industrieökonomik. Er forscht insbesondere zum Suchverhalten von Konsumenten und zu Auktionen und leistete mehrere methodische Beiträge im Bereich der Theorie der Verbrauchersuche. Zudem hat Janssen ein neues Teilgebiet ins Leben gerufen, das die Auswirkungen der Verbrauchersuche in vertikal strukturierten Branchen untersucht. In der Auktionstheorie untersucht Janssen die Wechselwirkung zwischen der Art und Weise, wie Unternehmen in Auktionen bieten, und der Art und Weise, wie sie nach der Auktion auf den Märkten konkurrieren. Dies ist besonders wichtig bei der Frequenzversteigerung für die mobile Telekommunikation.
Janssen war als Gastprofessor unter anderem in Moskau und Paris (Université Paris 1 Panthéon-Sorbonne) sowie in den USA (Duke University) und in Belgien (Université Catholique de Louvain) tätig. 2023 übernimmt er den Lehrstuhl „Distinguished Visiting Austrian Chair Professorship“ an der Stanford University.

## Mitgliedschaften
Janssen ist Mitglied der niederländischen wissenschaftlichen Royal Holland Society of Sciences and Humanities. 2017 wurde er im Bereich Industrial Organization am Center for Economic Policy Research (CEPR) in London als Research Fellow aufgenommen.

## Preise und Auszeichnungen
2017 zeichnete die National Research University Higher School of Economics in Moskau Janssen mit einem Ehrentitel aus.

## Publikationen
Janssen hat über 50 wissenschaftliche Beiträge in Fachzeitschriften wie dem American Economic Review, dem Review of Economic Studies, dem Journal of Economic Theory, dem Rand Journal of Economics, dem Journal of the European Economic Association, dem American Economic Journal: Microeconomics und dem Economic Journal publiziert. Eine vollständige Publikationsliste findet sich auf der Webpage der Universität Wien.